# Chiesa di San Martino (Pinzano al Tagliamento)
La chiesa di San Martino Vescovo è la parrocchiale di Pinzano al Tagliamento, in provincia di Pordenone e diocesi di Concordia-Pordenone; fa parte della forania di Spilimbergo.

## Storia e descrizione
La prima nota scritta di un oratorio dedicato a San Martino, sito in Pinzano al Tagliamento, risale al 1294. Si trattava solamente di un oratorio con annesso luogo di culto, che rientrava nella competenza della pieve di Valeriano.

Nel 1520 l'edificio subisce un primo ampliamento, consistente nella ricostruzione del presbiterio e nella costruzione di tre cappelle laterali. Queste ultime sono state affrescate dal Pordenone nel 1526 e 1527, notevoli sono la Madonna col Bambino ed il martirio di San Sebastiano. Sempre dello stesso periodo, ma di autore ignoto, è la Madonna cosiddetta "del cassonetto" perché inserita in un cassonetto di legno decorato. Questo di dipinto proviene dalla chiesetta di Ognissanti in castello, così come il coevo gruppo ligneo della pietà visibile sul primo altare della navata sinistra. La presenza di due cappelle sul lato destro e di una sola sul lato sinistro si spiega con il fatto che proprio sulla sinistra della chiesa si trovava l'antico campanile. Sul finire del Seicento, sotto la direzione del maestro Antonio De Adamo, le cappelle laterali vengono finalmente trasformate in navate. Un'altra opera d'arte di un certo rilievo è la pala d'altare raffigurante Sant'Antonio in Gloria, datata 1740 ed opera di Gianantonio Guardi. Quest'ultima fece anche parte della mostra dedicata all'artista tenutasi a Venezia nel 1965. L'edificio nella sua forma attuale risale all'ampliamento del 1773, che portò la lunghezza delle navate a 17 metri, ai quali vanno aggiunti i 7,35 metri del coro in quell'occasione ingrandito. Nello stesso periodo il campanile addossato alla navata sinistra venne demolito e ne venne costruito uno nuovo antistante la chiesa e curiosamente staccato da essa. La torre campanaria è alta 35 metri, ed ospita tre campane dal peso complessivo di 36 quintali.
La nuova consacrazione avvenne sempre nel 1773, nel 1755 venne completata la facciata, mentre al 1757 risale l'altare maggiore. Il portale principale, che essendo costruito nel 1508 risulta anteriore alla ristrutturazione della facciata, è opera del lapicida Carlo da Carona. Al di sopra di quest'ultimo si nota il mosaico, eseguito nel 1934 dal pinzanese Vittorino Rugo, raffigurante il santo patrono disceso da cavallo nell'atto di donare parte del suo mantello. Solo nel 1940 la diocesi di Concordia elevò la curazia al rango di parrocchia, che divenne così indipendente da quella di Valeriano. L'organo posto sopra l'ingresso principale, ancora perfettamente funzionante, risale ai primi dell'Ottocento. Durante il primo conflitto mondiale nella chiesa di San Martino venne allestito un ospedale militare ed un magazzino di scorte, e per questo motivo le funzioni vennero spostate alla chiesa della Santissima. Danneggiata dal sisma del 1976, la chiesa venne riconsegnata alla comunità ecclesiastica solamente dieci anni dopo, come ricorda anche una lapide commemorativa posta sopra la porta laterale destra. La chiesa non è normalmente aperta al pubblico al di fuori delle celebrazioni religiose.